# Одіна (Шадрінський район)
О́діна (рос. Одина) — присілок у складі Шадрінського району Курганської області, Росія. Входить до складу Краснонивинської сільської ради.
Населення — 38 осіб (2010, 34 у 2002).
Національний склад станом на 2002 рік: росіяни — 79 %.